# 김주하
김주하(金柱夏, 1973년 7월 29일 ~ )는 대한민국의 앵커이다.

## 학력
- 이화여자고등학교 졸업
- 이화여자대학교 사범대학 과학교육과 학사

## 경력
- 1997년 11월 1일 : MBC 공채 아나운서 입사
- MBC 보도국 경제부 기자
- MBC 보도국 국제부 기자
- MBC 보도국 사회2부 기자
- 2007년 11월 : 여성가족부 홍보대사
- 2007년 : MBC 보도국 문화팀 기자
- 2008년 ~ 2011년 11월 : MBC 보도국 앵커
- 2013년 4월 ~ 2015년 3월 : MBC 뉴미디어국 인터넷뉴스부 기자
- 2015년 7월 ~ 2025년 3월 : MBN 특임이사
- 2025년 3월 ~ : MBN 특임상무

## 생애
1997년 11월 MBC에 아나운서로 입사하여 2000년 10월까지 MBC 뉴스 굿모닝코리아, MBC 아침뉴스 2000, 평일 뉴스&정보 피자의 아침 1, 2부 등의 보도프로그램을 진행하였고, MBC 표준 FM의 매시 정시 시보자를 맡았다. 2000년 10월 30일부터는 MBC 뉴스데스크의 평일 여자앵커로 활동하였다. 앵커 진행 중 2004년 6월에는 아나운서국 소속 아나운서에서 6년 7개월만에 그만두고 이듬해, 당시 취미는 그림그리기였다. 사내 직종(보도국 기자) 전환을 통해, 사내 기자 시험에 합격, 보도국 소속 기자로 직종 전환 후 전직하였다. 이후 출산 휴가문제로 2006년 3월 3일 결국 MBC 뉴스데스크의 평일 앵커직에서 물러나게 되었다.
그로부터 1년이 흐른 2007년 3월 17일, 근 1년 만에 주말 MBC 뉴스데스크의 단독 앵커로 발탁되었다. 이후 1년여간을 진행해오다가, 2008년 3월 24일부터는 육아문제와 관련한 개인 사정으로 인하여 MBC 뉴스 24로 진행을 옮겨서 단독 진행하였으나, 2011년 12월 7일의 둘째 아이의 출산 준비를 목적으로 2011년 11월 18일 진행을 끝으로 하차하였고, 이후 2013년 8월 19일부터 MBC 3시 뉴스가 MBC 3시 경제뉴스로 타이틀을 환원하면서 MBC 3시 경제뉴스를 진행하였다. 2015년 6월 말 까지 MBC 보도국 소속 기자에서 퇴사하다가 이듬 해 같은 날 7월 1일부터 대한민국의 종합편성채널 MBN (매일방송) 방송국에서 이직하여 정식으로 출근하기 시작하였다. 2025년 3월 31일 MBN 뉴스 7으로 앵커를 물러나게 되었다.

## 결혼과 이혼
김주하의 남편 강필구는 1971년생의 미국 시민권자로 조지워싱턴대학교 학부를 졸업하고 같은 학교 경영대학원에서 공부했다. 이후 맥쿼리증권 영업부 이사로 일하다 지난 2004년 김주하와 결혼했다. 두 사람은 같은 교회에 다니다 알게 됐으며, 결혼 후 슬하에 1남 1녀를 두었다. 그러나 김주하는 남편이 불륜을 일삼고 목을 조른 혐의 등을 이유로 2013년 9월 이혼 소송을 냈다. 결국 남편 강필구는 2014년 징역 8개월에 집행유예 2년을 선고받았고, 김주하는 이혼 소송을 낸 지 2년 9개월 만인 2016년 6월 26일 법원에서 이혼 확정 판결을 받았다. 한편 강필구는 가수 송대관의 조카로, 김주하와 송대관은 친척 관계가 되었으나 이혼과 함께 송대관과의 친척 관계도 해소되었다.

## 진행 프로그램
- 퀴즈 영화탐험
- MBC 뉴스 굿모닝코리아 (1999년 3월 22일 ~ 1999년 4월 23일)
- MBC 아침뉴스 2000 (1999년 ~ 2000년)
- 평일 뉴스&정보 피자의 아침 1, 2부 (2000년)
- 평일 MBC 뉴스데스크 (2000년 10월 30일 ~ 2006년 3월 3일)
- 주말 MBC 뉴스데스크 (2007년 3월 17일 ~ 2008년 3월 23일)
- MBC 뉴스 24 (2008년 3월 24일 ~ 2011년 11월 18일)
- MBC 3시 경제뉴스 (2013년 8월 19일 ~ 2013년 10월 29일)
- 평일 MBN 뉴스 8 (2015년 7월 20일 ~ 2019년 9월 20일)
- 평일 MBN 종합뉴스 (2019년 9월 23일 ~ 2022년 6월 6일)
- 평일 MBN 뉴스7 (2022년 6월 7일 ~ 2025년 3월 31일)

### 내레이션 프로그램
- MBC 스페셜 《휴먼다큐멘터리 사랑》 : 진실이 엄마 (2011년 5월 27일)

## 영화
- 《리얼》(2017년) - 뉴스 아나운서 역

## 저서
- 《안녕하세요 김주하입니다》(2007년) ISBN 9788925510118